# マジェスティックセブン
マジェスティックセブンは、スターダストプロモーション所属の女性タレントで結成された、女性アイドルグループ・3B junior内の7人組ユニットであった。2018年10月8日を以って約3年間超の活動を終了した。略称は英語名であるMajestic 7に因みMJ7(エムジェーセブン）。

## 概要
- 3B junior内のユニット[1] として2015年7月11日、3B juniorの第6回定例公演で結成が発表された。結成後のメンバーは市川優月・小島はなを加えた7名であるが、母体となったのは、2014年11月24日のももいろクローバーZのライブである、「女祭り2014 〜Ristorante da MCZ」の男性限定ライブビューイング「女祭り2014 メンズ限定非公式のぞき見大会『サンクチュアリ』」のオープニングアクトでの初お目見えより「気分はSuper Girl!選抜」として活躍していた、うらん・斎藤夏鈴・小田垣陽菜・鈴木萌花・大平ひかるの5名によるユニットである[2]。
- コンセプトは宇宙船をイメージしたグループとなっており、斎藤夏鈴が考案した「Space ship go!」という掛け声をユニット紹介等で使っている。宇宙船のイメージから、メンバー自身やマジェスティックセブンのファンのことを「隊員」と呼んでいる。ユニットのリーダーはうらんだが、隊長は斎藤夏鈴である。また、メンバーそれぞれが「係」を持っている[3]。オリジナル衣装についても、シルバーを基調にブルーのアクセントを入れた宇宙をイメージさせるデザインになっている。
- 2016年4月3日に、ももいろクローバーZのライブ会場前にて行われた、野外ライブで配布されたフライヤーでは、『宇宙の平和を守るため歌って踊ってたたかいます「マジェスティックセブン」。新高校2年生から新中学1年生の7人組。3B junior内では最後にできた新しいユニットですが、キレのあるダンスと元気な歌声、そしてどのユニットにも負けない気持ちでパフォーマンスします。SPACE SHIP GO－！！』とユニット紹介をしている。
- メンバーであるうらんが大のパンダ好きということから、ユニット紹介で「ひとりはパンダで、あとは人！」というフレーズを使うこともある。
- 結成から半年ほどはカバー曲を中心に歌唱していたが、2015年12月27日のクリスマスコンサートでは、初のオリジナル曲「未知とのSo Good!!」が発表された。「未知とのSo Good!!」及び2曲目のオリジナル曲「友情のPLANET」は、2016年9月7日にリリースされた、「3B junior ファースト・アルバム 2016」に収録されている。

## 最終メンバー
※ 活動開始から活動終了までメンバー変更はなかった。
| 隊員No. | 名前       | よみ            | ニックネーム | 係・担当   | 生年月日               | 出身     | 備考     |
| ------- | ---------- | --------------- | ------------ | ---------- | ---------------------- | -------- | -------- |
| 1       | うらん     | うらん          | うらん師匠   | 師匠       | 1999年10月12日（25歳） | 東京都   | リーダー |
| 2       | 鈴木萌花   | すずき もえか   | もえちん     | 救護係     | 2002年2月5日（23歳）   | 東京都   |          |
| 3       | 大平ひかる | おおひら ひかる | ひっか       | 防御係     | 2002年7月23日（22歳）  | 東京都   |          |
| 4       | 小田垣陽菜 | おだがき ひな   | ひなちゅん   | 戦闘員     | 2002年1月30日（23歳）  | 京都府   |          |
| 5       | 市川優月   | いちかわ ゆづき | ちびゆづ     | 戦略係     | 2003年11月2日（21歳）  | 東京都   |          |
| 6       | 小島はな   | こじま はな     | こじはな     | 影の工作員 | 2004年2月26日（21歳）  | 東京都   |          |
| 7       | 斎藤夏鈴   | さいとう かりん | かりりん     | 隊長       | 2000年10月29日（24歳） | 神奈川県 |          |

## 歩み

### 2015年
- 7月11日 - 埼玉県の西武園ゆうえんちで行われた、3B junior第6回定例公演で結成が発表される[4]。
- 8月14日 - 3B juniorのホールコンサート「浅草大歌謡ショー」(場所：台東区・浅草公会堂)にて、「気分はSuper Girl!」でパフォーマンスを初披露。
- 9月12日 - 第9回定例公演（場所：所沢市・西武園ゆうえんち）にて、「Hello…goodbye」を初披露[5]。
- 9月19日 - 3B junior初のフリーライブツアー「東京湾」（場所：成田市・イオンモール成田)にて、ツアー初出演[6]。
- 9月26日 - 「ももクロ24time TV in アータン ～water. winter. someday なんたー？」（場所：所沢市・西武園ゆうえんち波のプール）に出演。（Ustream生放送）
- 12月27日 - 3B junior初のクリスマスコンサート『3B junior季節はずれのX'mas party「のんびりサンタさんがやってきた」』（場所：港区・ステラボール）にて、初のオリジナル曲「未知とのSo Good!!」を初披露[7]。

### 2016年
- 1月20日 - 3B junior「3B junior東武屋上祭り!!」(場所：豊島区・東武百貨店池袋店)に、中原咲耶と出演[8]。
- 2月6日 - 初の対バンライブ「H.I.P. presents Level Girls vol.05」（場所：新宿区・新宿BLAZE）に出演。「未知とのSo Good!!」、「Fragile Stars」、「勇気のシルエット」の3曲を披露[9]。
- 3月28日 - リーフシトロン・中原咲耶との興業ライブ（場所：渋谷区・原宿アストロホール）に出演[10]。
- 4月2・3日 - ももいろクローバーZ「MOMOIRO CLOVER Z DOME TREK 2016」（場所：所沢市・西武ドーム）の場外ライブとオープニングアクトに出演[11]。
- 5月3日 - 3B junior第15回定例公演第2部(場所：渋谷区・山野ホール)にて、2曲目のオリジナル曲「友情のPlanet」を初披露。
- 5月29日 - 3B juniorのフリーライブツアー「関東平野」（場所：船橋市・西武百貨店船橋店）にて、初単独ライブ開催[12]。
- 7月2・3日 - “3大アイドルフェス”のひとつと言われる『アイドル横丁夏まつり!!〜2016〜』(場所：横浜市・赤レンガパーク)に初出演[13]。当日出演枠のうち「横丁一番地ステージ」のライブの模様は、インターネットテレビ局であるAbemaTV（アベマティーヴィー）を通じ、完全生中継された。
- 7月16日 - 「ミュージックパーク ～Girls ＆ Music Theater Vol.2～」(場所：新宿区・新宿ReNY）に出演[14]。
- 8月14日 - 3B junior のホールコンサート「浅草大歌謡ショー〜2016リベンジの夏〜」(場所：台東区・浅草公会堂)にて、初のオリジナル衣装を披露。また、3曲目のオリジナル曲「Space Ship Go!」も初披露。
- 8月25日 - 「あたしの音楽」（CS放送、フジテレビNEXT)第22回放送にて、TV初出演（大平ひかるは欠席）。「未知とのSo Good!!」を披露。
- 9月24・25日 - 「@JAM×ナタリー EXPO2016」（場所：千葉市・幕張メッセ）に出演[15]。
- 10月17日 - 「ミュージックパーク 〜Girls ＆ Music Theater Vol.3〜」（場所：渋谷区・TSUTAYA O-EAST）に出演[16]。
- 12月12～18日 - 3B junior「『真冬の大決闘』〜クリスマスなんて大っキライ！！〜」(場所：豊島区・シアターグリーン)に出演。観客の投票により出演5ユニットからその日の優勝を決定する対決方式のライブであったが、全9公演中、2回優勝を獲得した[17][18][19][20][21][22][23]。

### 2017年
- 1月7・8日 - 「俺のネクストガール2017 〜もちろん藤井〜」（場所：港区・Club eX）に出演。勝者１組が1月8日のステラボール公演への出演する権利を賭け出演10ユニットが闘い、観客の投票により決定する対決方式のライブであったが、7・8日公演ともに2位の成績を獲得した[24][25]。
- 1月16日 - うらんが体調不良のため一時活動休止することが発表される[26]。
- 1月28日 - 初の有料単独ライブ「宇宙の平和を守るため歌って踊ってたたかうライブ」が開催される（場所：東京都新宿区・新宿Cat's hole）。また、このライブにてカバー曲の「仮想ディストピア」が初披露された[27]。
- 3月11日 - 「@JAM the Field vol.11」（場所：新宿区・新宿BLAZE）に出演[28]。
- 4月8・9日 - ももいろクローバーZ「ももクロ 春の一大事2017 in 富士見市～笑顔のチカラ つなげるオモイ～」の「てまきパーク」てまきステージFIF2017（場所：富士見市・富士見市立東中学校 校庭）に出演（大平ひかるは欠席）[29][30]。
- 6月3日 - 「第36回横浜開港祭 YES！Yokohama Entertainment Showcase」（場所：横浜市・臨港パーク）に出演[31]。
- 7月9日 - 「アイドル横丁夏まつり!!〜2017〜」（場所：横浜市・横浜赤レンガパーク）DAY2、横丁2番地に出演[32]。
- 7月14日 - 「GIRL'SFACTORY NEXT」（場所：江東区・Zepp Tokyo）DAY1（フジテレビNEXT）に出演。
- 7月17日 - 「SIF(しがこうげんアイドルフェスティバル)での第1回アイドルヤングライオン杯出場をかけた予選ライブ」（場所：渋谷区・代官山UNIT）に出演。2位の成績であった[33]。
- 8月27日 - 「@JAM EXPO 2017」（場所：横浜市・横浜アリーナ）に出演[34]。
- 9月10日 - 「夏の魔物2017 in KAWASAKI」（場所：川崎市・東扇島東公園）に出演[35]。
- 12月31日 - 「「ゆく桃くる桃 ～第1回 ももいろ歌合戦～」ライブビューイング＠ウェスタ川越」（場所：埼玉県川越市・ウェスタ川越 大ホール）にオープニングアクトとして出演（鈴木萌花はガチンコ3コンサートに出演の為、欠席）。

### 2018年
- 3月15日 - 「STARDUST PLANET プレゼンツAKIBAカルチャーズ定期公演 ～スタプラメンバーが笑顔と元気をお届け！ネクストジェネレーションズLIVE～」（場所：千代田区・AKIBAカルチャーズ劇場）に出演。
- 4月21日 - ももいろクローバーZ「ももクロ春の一大事2018 in 東近江市」サテライトパーク「SFP-しがフレンドパーク-」（場所：滋賀県東近江市・布引グリーンスタジアム）内SFPステージに出演。
- 10月8日 - 単独ライブ、「マジェスティックセブン『完』」(場所：東京都渋谷区・TSUTAYA O-Crest)でマジェスティックセブンとしての活動の終了がメンバーより発表される。この日の最後の曲、未知とのSo Good!!を以って活動終了となった。結成発表から3年2ヶ月と27日の活動期間であった。

## オリジナル曲
| No. | 曲名              | 作詞     | 作曲              | 編曲       | 備考                                                               |
| --- | ----------------- | -------- | ----------------- | ---------- | ------------------------------------------------------------------ |
| 1   | 未知とのSo Good!! | MEG.ME   | 吉田哲人          | 吉田哲人   | ちょっと懐かしめのハウス・ミュージック。                           |
| 2   | 友情のPlanet      | 吉田詩織 | 内田智之          | 吉田哲人   | 竹上良成のテナー・サックスをフィーチャーした、ちょい大人サウンド。 |
| 3   | Space Ship Go!    | MEG.ME   | 千葉"naotyu-"直樹 | （未発表） |                                                                    |

## 出演

### テレビ
- 「あたしの音楽」第22回（フジテレビNEXT 2016年8月25日放送）
- 「GIRL'SFACTORY NEXT」DAY1（フジテレビNEXT 2017年7月14日放送）

### 雑誌
- 「OVERTURE No.005 2015年12月号」P.106～112（2016年1月5日発売）
- 「月間B.L.T. 2016年5月号 Vol.225」P.95（2016年3月24日発売）
- 「BIG ONE GIRLS No,037」P.59～63（2017年1月30日発売）
- 「OVERTURE No.012」P.95 （2017年9月27日発売）